# Keyser Nunatak
Keyser Nunatak är en nunatak i Antarktis. Den ligger i Västantarktis. Inget land gör anspråk på området. Toppen på Keyser Nunatak är 605 meter över havet, eller 172 meter över den omgivande terrängen. Bredden vid basen är 1,3 km.
Terrängen runt Keyser Nunatak är kuperad västerut, men österut är den platt. Trakten är obefolkad. Det finns inga samhällen i närheten. 